# Schio
Schio – miejscowość i gmina we Włoszech, w regionie Wenecja Euganejska, w prowincji Vicenza, na wschód od Jeziora Garda. Dookoła rozciągają się Małe Dolomity (Przedalpy Włoskie).
Według danych na rok 2004 gminę zamieszkiwało 37 281 osób, a gęstość zaludnienia wynosi 556,4 os./km².

## Historia
Nazwa miejscowości pochodzi z łaciny - "escletum" oznacza drewno dębu - a po raz pierwszy została użyta w jednym z dokumentów benedyktynów z Vicenzy. Pierwsze osady założono wokół dwóch wzgórz; obecnie znajduje się w tych miejscach stary zamek oraz majestatyczna neoklasyczna katedra.
W XII wieku Schio było już ważnym centrum produkcji wełny. Do roku 1311 miastem władała rodzina weneckich Maltraversi.
Obecnie Schio jest miastem przemysłowym, a to za sprawą Alessandra Rossiego, który założył największą w XIX wieku włoską firmę produkującą wełnę (Lanerossi). Rossi budował również domy, przedszkola, szkoły, teatry i ogrody dla swoich pracowników. Najważniejszymi fabrykami włókienniczymi w Schio były Lanerossi, Conte i Cazzola. Schio nazywano "włoskim Manchesterem", gdyż miasto stanowiło kluczowy punkt handlu wełną na północy, podobnie jak brytyjski Manchester.
Główne atrakcje
1. Pomnik Tkacza, ufundowany w 1879 roku przez Alessandra Rossiego i zadedykowany jego pracownikom. Mieszkańcy Schio nazywają pomnik "L'Omo" (co w tamtejszym dialekcie znaczy "człowiek"). Przedstawia on mężczyznę, dumnie dzierżącego w ręce tkackie czółno - symbol zawodu i całego przemysłu tekstylnego.
2. Wieża zamku, zburzonego w 1514 roku.
3. Kościół pod wezwaniem św. Franciszka (San Francesco) z początku XV wieku. Obecnie kościół stanowi część - dobudowanego w późniejszym okresie - kompleksu budynków, które najpierw były w użytkowaniu Klasztoru Braci Mniejszych - Frati Minori (1437-1806), następnie szpitala miejskiego - Instytutu Baratto (1807-1959), a w których obecnie mieści się dom pogodnej starości.
4. Mały kościółek pod wezwaniem św. Marii; pierwotnie - w 1511 roku - postawiono kolumnę, upamiętniającą przejście zarazy, a następnie - w 1580 roku - zbudowano w tym miejscu kościół.
5. Pałac Toaldi-Capra. Budowla pochodzi z XV wieku, a być może jest nawet starsza. We wnętrzach odkryto freski. Pałac należał najpierw do rodziny Toaldi, następnie przeszedł w ręce Enrico Capry - szlachcica z Vicenzy, a potem - do 1913 roku - służył jako ratusz miejski. W 1981 roku został odbudowany i starannie odnowiony. Obecnie mieści się w nim miejski Instytut Muzyczny, będący centrum kulturalnym.

## Współpraca
Miejscowości partnerskie:
- Kaposvár, Węgry
- Landshut, Niemcy
- Pétange, Luksemburg